# パネル橋MGB

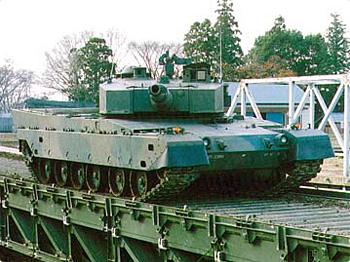
90式戦車を通過させるパネル橋MGB

パネル橋MGB（パネルきょうエムジービー）は、陸上自衛隊の装備。施設科に配備される。

## 特徴
パネル橋の後継として採用された。重量は従来のパネル橋の半分程度に抑えられ、耐久重量も60tまで増加している。このため、90式戦車も通過可能である。
74式特大型トラックなどがベースとなっている運搬車で現場まで運搬し、荷台より降ろして、人力などで組み立てを行い、展開する。軽量かつ強度のある橋が迅速に構築できる。1997年（平成9年）度から配備開始。
東日本大震災においては、落橋した南三陸町の国道45号・志津川水尻橋に代わり架橋されている。

## 諸元
- 全長：42,000mm
- 全幅：4,000mm
- 重量：58,500kg
- 耐用重量：60,000kg

## 製作
- アイリアム・フェアリー（イギリス）